# Bill Wennington
William Percey „Bill“ Wennington (* 26. April 1963 in Montréal) ist ein ehemaliger kanadischer Basketballspieler.

## Leben
Wennington zog mit zwölf Jahren von Montréal nach New York.
Er spielte von 1981 bis 1985 an der St. John’s University im US-Bundesstaat New York. Er trug die Farben der Hochschulmannschaft in 124 Spielen und erzielte im Schnitt 8,2 Punkte je Begegnung. In der Saison 1984/85 erreichte er seinen besten Wert (12,5 Punkte/Spiel). Mit einer Feldwurfquote von 57,9 Prozent stellte der 2,13 Meter große Innenspieler eine neue Bestmarke für die St. John’s University auf, die aber bereits ein Jahr später von Walter Berry gebrochen wurde. Zu seinen Mannschaftskameraden bei St. John’s gehörte Chris Mullin.
Die Dallas Mavericks sicherten sich beim NBA-Draftverfahren im Juni 1985 in der ersten Auswahlrunde an 16. Stelle die Rechte an dem Kanadier. Wennington spielte von 1985 bis 1990 für die Texaner, die besten statistischen Werte erreichte er in dieser Zeit während des Spieljahres 1988/89 (4,6 Punkte und 4,4 Rebounds/Spiel). In der Saison 1990/91 steigerte er seinen Punktwert in den Farben der Sacramento Kings auf 5,7 pro Begegnung. Der Kanadier entschloss sich, die NBA zu verlassen und nahm ein Angebot vom italienischen Erstligisten Knorr Bologna an, für den er von 1991 bis 1993 spielte. In der Serie A erzielte er in diesen zwei Jahren im Schnitt 12,5 Punkte je Einsatz (72 Spiele). In der Saison 1992/93 wurde er mit Bologna unter Trainer Ettore Messina italienischer Meister.
Ende September 1993 unterschrieb er einen Vertrag bei den Chicago Bulls und ging somit in die NBA zurück. Ab 1995 spielte er in Chicago mit Michael Jordan zusammen, der sich im Herbst 1993 vom Basketballsport zurückgezogen hatte. 1996, 1997 und 1998 gewann Wennington mit der Mannschaft den Meistertitel in der NBA. Der Kanadier war bis 1999 Mitglied der Bulls und kam meist als Ersatzmann auf der Centerposition zum Einsatz. In 367 NBA-Spielen für Chicago kam er auf Mittelwerte von 5,1 Punkten und 2,7 Rebounds je Begegnung. In der Saison 1999/2000 spielte er noch sieben Partien für die Sacramento Kings.

### Nationalmannschaft
Mit der kanadischen Nationalmannschaft nahm er an der Weltmeisterschaft 1982 teil und war mit 9,3 Punkten pro Partie viertbester Korbschütze der Truppe. 1983 gewann er mit Kanadas Studentenauswahl Gold bei der Universiade in Edmonton. Der Endspielsieg über das Nachbarland USA um Charles Barkley und Karl Malone galt als große Überraschung. Er war Mitglied der kanadischen Olympiamannschaft 1984, Wennington erzielte während der Spiele in Los Angeles im Schnitt 7 Punkte je Turniereinsatz und kam mit Kanada auf den vierten Platz.

## Nach der Laufbahn
Wennington wurde als Hörfunkkommentator tätig und begleitete in dieser Tätigkeit die Spiele der Chicago Bulls. 2005 wurde er in die Ruhmeshalle des kanadischen Basketballverbandes aufgenommen.